# Lista de soberanos de Baden

Brasão de Armas de Baden.

Esta é uma lista dos soberanos que governaram Baden e que pertenciam à Casa de Zähringen.
Desde a idade média os soberanos locais usaram o título de Marquês (em alemão:  Markgraft) que, por vezes, é traduzido para Língua portuguesa como Margrave. Em 1803 o título foi elevado a Príncipe Eleitor (Kürfurst), e em 1806 a Grão-Duque (Großherzog).

## História
O território teve origem na Brisgóvia, um condado medieval que existia no Ducado da Suábia. Desde 962 é conhecida uma sucessão de condes pertencentes à Casa de Zähringen. Em 1061, os condes adquiriram o título de Marquês (ou Margrave) de Verona mas, apesar de perder esse território, mantiveram o título de Marquês. O título de Marquês de Baden foi usado pela primeira vez em 1112.
Durante grande parte da sua história a Marca de Baden esteve desagregada em vários Teilherzogtum . A partir de 1533, existiram 2 estados, um governado pelo ramo (católico) dos Marqueses de Baden-Baden (mais a sul) e o segundo pelo ramo (protestante) dos Marqueses de Baden-Durlach (mais a norte). Em 1771, a linha católica extinguiu-se pelo que todo o Baden é reunificado sob a linha de Baden-Durlach.
Durante o Período Napoleônico, com a reorganização do Sacro Império ocorrida em 1803, Baden teve um substancial incremento de território e o seu soberano foi então elevado a príncipe-eleitor do império. Contudo, essa dignidade durou apenas 3 anos uma vez que, em agosto de 1806, ocorreu a dissolução do Sacro Império.
Nesse ano, o soberano de Baden passou a ter o título de Grão-Duque de Baden e o estado durou até 1918, ano em que foi proclamada a República de Baden.

## Lista de Soberanos

### Condes na Brisgóvia (962-1073)
- 962-982: Bertoldo I
- 982-1005/6: Bertoldo II
- 1005/6-1024: Bertoldo III
- 1024-1073: Bertoldo IV, Duque da Caríntia[2] e Marquês de Verona
- 1073-1074: Hermano I, Marquês titular de Verona
- 1074-1112: Hermano II, Marquês de Baden a partir de 1112

### Marca de Baden (1073-1190)
- 1112-1130: Hermano II, Conde na Brisgóvia até 1112
- 1130-1160: Hermano III
- 1160-1190: Hermano IV

### Primeira desagregação (1190-1503)
| Baden-Baden (1190-1335 e 1348-1503) | Baden-Pforzheim (1291-1348)                                                                                                | Baden-Eberstein (1291-1353) | Baden-Hachberg (1190-1310) | Baden-Sausenberg (1306-1503) |
| --- | --- | --- | --- | --- |
| [1ª criação] - 1190-1243: Hermano V - 1243-1250: Hermano VI - 1250-1268: Frederico I - 1250-1288: Rodolfo I - 1288-1291: Hermano VII - 1288-1295: Rodolfo II - 1288-1332: Rodolfo III - 1288-1297: Hesso I - 1297-1335: Rodolfo Hesso [2ª criação] - 1348-1353: Frederico III - 1353-1372: Rodolfo VI - 1372-1391: Rodolfo VII - 1372-1431: Bernardo I - 1431-1453: Jaime I - 1453-1458: Bernardo II - 1453-1475: Carlos I - 1475-1503: Cristóvão I | - 1291-1300: Hermano VIII - 1291-1348: Rodolfo IV - 1348-1361: Rodolfo V (Pforzheim herdado por Rodolfo VI de Baden-Baden) | - 1291-1333: Frederico II - 1333-1353: Hermano IX - 1348-1353: Frederico IV (Eberstein herdado por Frederico III de Baden-Baden) | - 1190-1231: Henrique I - 1231-1289: Henrique II - 1289-1306: Henrique III e Rodolfo I (juntos) - 1306-1330: Henrique III - 1330-1369: Henrique IV - 1369-1386: Otão I - 1386-1409: João - 1386-1410: Hesso - 1410-1415: Otão II (vendeu Hachberg a Bernardo I de Baden-Baden) | - 1306-1312: Rodolfo I - 1312-1318: Henrique I - 1318-1352: Rodolfo II - 1318-1384: Otão - 1352-1328: Rodolfo III - 1428-1441: Guilherme - 1441-1487: Rodolfo IV - 1441-1444: Hugo - 1487-1503: Filipe (Sausenberg herdado por Cristóvão I de Baden-Baden) |

### Marca de Baden - reunificada (1503-1533)
- 1503-1515: Cristóvão I em todo o Baden
- 1515-1533: Filipe I, Bernardo III e Ernesto (juntos)
(pela morte de Filipe I em 1533, Baden é repartido entre os outros 2 irmãos)

### Segunda desagregação (1533-1771)
| Baden-Baden Linha Bernardina | Baden-Durlach Linha Ernestina |
| --- | --- |
| [3ª criação] - 1533-1536: Bernardo III - 1536-1554: regência de Francisca do Luxemburgo - 1554-1569: Felisberto (em Baden-Baden) - 1554-1575: Cristóvão II (Baden-Rodemachern) - 1575-1588: Eduardo Fortunato (Baden-Rodemachern) - 1588-1620: Filipe III (Baden-Rodemachern) - 1620-1665: Hermano Fortunato (Baden-Rodemachern) - 1665-1666: Carlos Guilherme (Baden-Rodemachern) (sem descendência e Rodemachern reintegrado em Baden-Baden). - 1569-1588: Filipe II - 1588-1600: Eduardo Fortunato - 1600-1677: Guilherme - 1677-1707: Luís Guilherme, Luís Turco - 1707-1761: Luís Jorge, Luís Caçador - 1761-1771: Augusto Jorge (sem descendência e território passa para Carlos Frederico de Baden-Durlach) | [1ª criação] - 1533-1553: Ernesto I - 1552-1553: Bernardo IV - 1553-1577: Carlos II - 1577-1584: regência de Ana do Palatinado-Veldenz - 1584-1604: Ernesto Frederico (Baden-Durlach) - 1584-1590: Jaime III (Baden-Hachberg) - 1584-1604: Jorge Frederico (Baden-Sausenberg) [2ª criação] - 1604-1622: Jorge Frederico (reunificou Baden-Durlach) - 1622-1659: Frederico V - 1659-1677: Frederico VI - 1677-1709: Frederico VII Magnus - 1709-1738: Carlos III Guilherme - 1738-1771: Carlos Frederico (em 1771 herda Baden-Baden, unificando toda a Marca de Baden) |

Brasão do Eleitorado de Baden.

### Marca de Baden – reunificada (1771-1803)
- 1771-1803: Carlos Frederico de Baden

### Eleitorado de Baden (1803-1806)
- 1803-1806: Carlos Frederico de Baden

### Grão-Ducado de Baden (1806-1918)

Brasão de armas dos Grão-Duques de Baden (1877-1918).

- 1806-1811: Carlos Frederico de Baden, como Carlos I
- 1811-1818: Carlos II de Baden, neto do anterior
- 1818-1830: Luís I de Baden, tio do anterior
- 1830-1852: Leopoldo I de Baden, meio-irmão do anterior
- 1852-1856: Luís II de Baden, filho do anterior
- 1856-1907: Frederico I de Baden, irmão do anterior
- 1907-1918: Frederico II de Baden, filho do anterior

### Chefes da Casa de Baden (desde 1918)
- 1918-1928: Federico II
- 1928-1929: Maximiliano
- 1929-1963: Bertoldo
- desde 1963: Maximiliano de Baden
  - herdeiro: Bernardo de Baden (n. 1970)